# خورشیدگرفتگی ۱۳ ژوئیه ۲۰۷۵
خورشیدگرفتگی ۱۳ ژوئیه ۲۰۷۵ (به انگلیسی: Solar eclipse of July 13, 2075) یک خورشیدگرفتگی از نوع خورشیدگرفتگی حلقه‌ای است. این خورشیدگرفتگی در تاریخ ۱۳ ژوئیه ۲۰۷۵ میلادی (‎۲۲ تیر ۱۴۵۴ خورشیدی) روی خواهد داد که زمان اوج آن، ساعت ۶:۰۵:۴۴ به‌وقت ساعت هماهنگ جهانی است. مدت زمان و طول این خورشیدگرفتگی ۴ دقیقه و ۴۵ ثانیه خواهد بود.